# Парамонов, Александр Никитич
Александр Никитич Парамонов (10 (22) апреля 1874 — 13 октября 1949) — русский и советский живописец, график и педагог.

## Биография
Александр Парамонов родился 10 (22) апреля 1874 года в селе Перлёвка Землянского уезда Воронежской губернии в семье служащего. Учился в Воронеже в студии живописи и рисунка Л. Г. Соловьёва. Затем учился в Санкт-Петербурге в Центральном училище технического рисования барона Штиглица (преподаватели Г. И. Котов, Г. М. Манизер, В. В. Матэ, В. Е. Савинский). В 1898 году окончил училище, был в командировке за границей, затем работал в училище помощником заведующего музеем и преподавал в нём.
В 1905 году переехал в Екатеринбург и до 1917 года преподавал в Екатеринбургской художественно-промышленной школе. Там он вёл несколько предметов: рисование, черчение шаблонов, стилизацию и историю искусства. Во время революции 1905 года сотрудничал в местных сатирических журналах.
С 1918 по 1928 год работал в Уральском художественном техникуме. Принимал активное участие в художественных выставках на Урале. По его инициативе был создан Уральский филиал Ассоциации художников революционной России, Парамонов стал его первым председателем.
В 1928 году переехал в Москву. Работал в «Крестьянской газете», «Правде», «Известиях» и других изданиях. Умер в Москве 13 октября 1949 года.
Выполнил живописные портреты партизана Ф. Гуляева (1926) и писателя П. П. Бажова (1925). Автор графических портретов И. Мичурина, В. Чкалова, А. Стаханова, М. Дюканова.

## Музеи
Работы Парамонова хранятся в Пермской государственной художественной галерее, Екатеринбургском музее изобразительных искусств и в Государственной Третьяковской галерее.